# La Farce de l'auteur
La Farce de l'auteur et les Plaisirs de la Ville est une comédie du dramaturge et romancier anglais Henry Fielding, représentée pour la première fois le 30 mars 1730 au Little Theatre de Haymarket. Écrite en réponse au Théâtre royal, qui avait rejeté ses premières pièces de théâtre, La Farce de l'auteur a été saluée par un net succès.
La pièce offre de substantielles altérations au schéma de la traditionnelle comédie de genre.

## Résumé de l'action
Les premier et deuxième actes montrent les tentatives du personnage central, Harry Luckless (littéralement : Pas de chance), de courtiser la fille de son propriétaire et ses efforts pour gagner de l'argent en écrivant des pièces de théâtre. Dans le deuxième acte, on voit un théâtre de marionnettes représenter une pièce intitulée Les Plaisirs de la ville, à propos de la déesse Absurdité, du choix du mari, dans une représentation allégorique du théâtre et d'autres genres littéraires. Le troisième acte propose du théâtre dans le théâtre, dans lequel les personnages de marionnettes sont représentés par des humains. La pièce se termine par une fusion de la pièce-cadre et du spectacle de marionnettes.

## Portée de la pièce
La pièce a été considérée comme une satire des diverses composantes du milieu littéraire.

## Liens
- La Farce de l'auteur (texte anglais) sur Internet Archive (livres numérisés d'après leurs éditions originales)